# Hark! The herald angels sing
Hark! The Herald Angels Sing ("¡Oíd! Los ángeles mensajeros cantan") es un villancico de Navidad que apareció por primera vez en 1739, en la colección Hymns and Sacred Poems (Himnos y Poemas Sagrados), escrito por Charles Wesley, quien había solicitado y recibido música lenta y solemne para sus letras, no la melodía alegre que se espera hoy. Por otra parte, el verso de apertura original de Wesley era: "Hark! how all the welkin rings / Glory to the King of Kings" (¡Oíd, cómo resuena todo el cielo:/ Gloria al Rey de Reyes!).
La versión popular es el resultado de las alteraciones de varias manos, sobre todo las del compañero de trabajo de Wesley, George Whitefield, quien cambió el verso inicial por uno familiar, y de Felix Mendelssohn. En 1840, cien años después de la publicación de Hymns and Sacred Poems, Mendelssohn compuso una cantata para conmemorar la invención de la imprenta de Johannes Gutenberg, y es la música de esta cantata, adaptada por el músico inglés William H. Cummings para encajar con la letra de Hark! The Herald Angels Sing, la que impulsa el villancico conocido hoy.

## Historia textual
El himno original fue compuesto como un "himno para el día de Navidad" por Charles Wesley, incluido en la colección de 1739 de John Wesley Hymns and Sacred Poems. El himno original de Wesley comenzó con la línea de apertura "Hark how all the Welkin rings". Esto fue cambiado por el familiar "Hark! The Herald Angels Sing" por George Whitefield en su Collection of hymns for social worship (Colección de himnos para el culto social) de 1754. Un segundo cambio se hizo en la publicación de 1782 de Nahum Tate y Nicholas Brady New Version of the Psalms of David. En este trabajo, la adaptación de Whitefield del himno de Wesley aparece, con la repetición de la línea de apertura "Hark! the Herald Angels sing/ Glory to the newborn king" en el final de cada estrofa, como se canta comúnmente hoy.
| "Hymn for Christmas-Day" (Charles Wesley, 1739) | Adaptación por George Whitefield (1758) | Carols for Choirs (1961) | Traducción al español de la versión de Carols for Choirs (1961) |
| --- | --- | --- | --- |
| HARK how all the Welkin rings "Glory to the King of Kings, "Peace on Earth, and Mercy mild, "GOD and Sinners reconcil'd! Joyful all ye Nations rise, Join the Triumph of the Skies, Universal Nature say "CHRIST the LORD is born to Day!                      | HARK! the Herald Angels sing Glory to the new-born King! Peace on Earth, and Mercy mild, God and Sinners reconcil'd. Joyful all ye Nations rise, Join the Triumphs of the Skies; Nature rise and worship him, Who is born at Bethlehem.                          | Hark! The herald-angels sing "Glory to the newborn king; Peace on earth and mercy mild, God and sinners reconciled" Joyful all ye nations rise, Join the triumph of the skies With the angelic host proclaim "Christ is born in Bethlehem" Hark! The herald-angels sing "Glory to the new-born king"                    | ¡Oid! Los ángeles mensajeros cantan "Gloria al rey recién nacido; La paz en la tierra y la misericordia apacible, Dios y los pecadores reconciliados" Todas las naciones se levantan alegres, Únete al triunfo de los cielos Con el anfitrión angelical proclamar "Cristo nació en Belén" ¡Oid! Los ángeles mensajeros cantan "Gloria al rey recién nacido" |
| CHRIST, by highest Heav'n ador'd, CHRIST, the Everlasting Lord, Late in Time behold him come, Offspring of a Virgin's Womb. Veil'd in Flesh, the Godhead see, Hail th' Incarnate Deity! Pleas'd as Man with Men t' appear JESUS, our Immanuel here!            | Christ by highest Heav'n ador'd, Christ the everlasting Lord; Late in Time behold-him come, Offspring of the Virgin's Womb. Veil'd in Flesh the Godhead see, Hail th' incarnate Deity! Pleas'd as Man with Men t'appear, Jesus our Emmanuel here.                | Christ, by highest heaven adored Christ, the everlasting Lord, Late in time behold Him come Offspring of a Virgin's womb: Veiled in flesh the Godhead see, Hail the incarnate Deity Pleased as man with man to dwell Jesus, our Emmanuel Hark! The herald-angels sing "Glory to the newborn King"                       | |
| Hail the Heav'nly Prince of Peace! Hail the Sun of Righteousness! Light and Life to All he brings, Ris'n with Healing in his Wings. Mild he lays his Glory by, Born—that Man no more may die, Born—to raise the Sons of Earth, Born—to give them Second Birth. | Hail the Heav'n-born Prince of Peace Hail the Son of Righteousness! Light and Life around he brings, Ris'n with Healing in his Wings. Mild he lays his Glory by, Born that Men no more may die; Born to raise the Sons of Earth, Born to give them second Birth. | Hail the Heaven-born Prince of Peace! Hail the Sun of Righteousness! Light and life to all He brings, Risen with healing in His wings; Mild He lays His glory by Born that man no more may die Born to raise the sons of earth Born to give them second birth Hark! The herald angels sing "Glory to the new-born king" | |
| Come, Desire of Nations, come, Fix in Us thy humble Home, Rise, the Woman's Conqu'ring Seed, Bruise in Us the Serpent's Head. Now display thy saving Pow'r, Ruin'd Nature now restore, Now in Mystic Union join Thine to Ours, and Ours to Thine.              | Come, Desire of Nations, come, Fix in us thy heav'nly Home; Rise the Woman's conqu'ring Seed, Bruise in us the Serpent's Head. | | |
| Adam's Likeness, LORD, efface, Stamp thy Image in its Place, Second Adam from above, Reinstate us in thy Love. Let us Thee, tho' lost, regain, Thee, the Life, the Inner Man: O! to All Thyself impart, Form'd in each Believing Heart.                        | Adam's Likeness now efface, Stamp thy Image in its Place; Second Adam from above, Work it in us by thy Love. | | |

## Melodía
En 1855, el músico inglés William H. Cummings usó la música secular de Félix Mendelssohn del Festgesang para adaptarse a la letra de "Hark! The Herald Angels Sing" escrita por Charles Wesley. Wesley consideró que la canción se cantaba con la misma melodía que su canción de Pascua "Christ the Lord Is Risen Today", y en algunos himnos esa melodía se incluye para "Hark! The Herald Angels Sing" junto con el tono más popular de Mendelssohn-Cummings.
"Hark! The Herald Angels Sing" fue considerado como uno de los Cuatro Grandes Himnos Anglicanos y publicado como la número 403 en "The Church Hymn Book" (Nueva York y Chicago, Estados Unidos, 1872).
En el Reino Unido, "Hark! The Herald Angels Sing" se ha interpretado popularmente en un arreglo que mantiene la armonización original básica de William H. Cummings de la melodía de Mendelssohn para los dos primeros versos, pero agrega un discanto soprano y una última armonización de versos para órgano en el verso tres por Sir David Willcocks. Este arreglo fue publicado por primera vez en 1961 por la Oxford University Press en el primer libro de la serie Carols for Choirs. Durante muchos años ha servido como el himno de receso del servicio anual de Nine Lessons and Carols en la Capilla del King's College de Cambridge.
Un arreglo poco común del himno a la melodía "See, the Conqu'ring hero comes" de Judas Macabeo de Händel, asociado normalmente con el himno "Thine Be the Glory", es tradicionalmente utilizado como el himno de receso del festival de Nine Lessons and Carols en la Catedral de San Patricio de Dublín. Este es transmitido en vivo cada año en la Nochebuena en RTÉ Radio 1. Los habituales (primeros) tres primeros versos se dividen en seis versos, cada uno con coro. El arreglo incluye una fanfarria de instrumentos de viento metal y tambores, además del órgano de la catedral, y tarda unos siete minutos y medio en cantar. El organista victoriano W. H. Jude, en su día un compositor popular, también compuso un nuevo escenario de la obra, publicado en su Music and the Higher Life.